# زوران جورجویچ
زوران جورجویچ (انگلیسی: Zoran Đorđević؛ زادهٔ ۱۳ فوریهٔ ۱۹۵۲) مربی فوتبال اهل صربستان است.
وی سابقهٔ مربیگری طولانی مدتی در تیم‌های باشگاهی عربی حوزهٔ خلیج فارس را نیز دارد.